# Zarhipis tiemanni
Zarhipis tiemanni is een keversoort uit de familie Phengodidae. De wetenschappelijke naam van de soort is voor het eerst geldig gepubliceerd in 1964 door Linsdale.